# Лопес, Марио
Марио Лопес (англ. Mario Lopez, род. 10 октября 1973) — американский телеведущий, продюсер и актёр.
Лопес родился в Сан- Диего, штат Калифорния, в семье Эльвиры, клерка телефонной компании, и Марио- старшего, который работал в муниципалитете Национального города. Марио Лопес стал известен благодаря своей роли в подростковом ситкоме «Спасённые звонком», в котором он снимался с 1989 по 1993 год, а также его недолго просуществовавшем спин-оффе «Спасённые звонком: Годы колледжа» (1993—1994). В девяностые он также сыграл одну из главных ролей в телесериале «Полицейские на велосипедах» (1998—2000) а также появился в нескольких телефильмах, в том числе «Разбивая преграды: История Грега Луганиса», где сыграл Грега Луганиса.
В начале двухтысячных, Лопес, сконцентрировался на карьере телеведущего и вел различные развлекательные шоу на каналах ABC, NBC и MTV. Он кратко вернулся к актёрской профессии в 2006 году с ролью в телесериале «Части тела» и периодически появлялся в нём вплоть до 2010 года, а осенью 2006 года участвовал в шоу «Танцы со звездами», где занял второе место. С 2007 года он ведет развлекательное шоу Extra, а также вел шоу «Короли танцпола», The X Factor и многие другие. В 2008 году он дебютировал на бродвейской сцене в мюзикле «Кордебалет».